# سرژ بایون
سرژ بایون (فرانسوی: Serge Bayonne‎؛ زادهٔ ۳۱ اکتبر ۱۹۷۰) بازیکن فوتبال اهل گابن بود.
وی همچنین در تیم ملی فوتبال گابن بازی کرده است.